# Крокодил (журнал)
«Крокодил» (рос. Крокодил) — радянський і російський літературно-художній ілюстрований сатиричний журнал. Символом видання є малюнок: червоний крокодил з вилами. Журнал виходив тричі на місяць. Наклад досягав 6,5 мільйона примірників.
Назву «Крокодил» (спочатку як додаток до «Робітничої газети») придумав молодий співробітник Сергій Гессен. Костянтин Єремєєв (перший редактор журналу) його підтримав.
Номери журналу виходили в п'яти варіантах: основному, московському, урало-сибірському, ленінградському і українському. Крім того, випускалися спеціальні листки («штурмовки») «Крокодил у нас», присвячені окремим заводам і фабрикам. Видавався «сатиричний блокнот» «Крокодил — агітатору», виходив мультиплікаційний кіножурнал «Кінокрокодил», попередник кіножурналу «Фитиль».